# Greta Enderberg

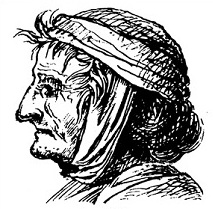
Greta Enderbergs dotter och efterträdare, Gertrud Ahlgren, tecknad av Pehr Arvid Säve 1870.

Greta Olofsdotter Enderberg, född 1746 vid Västerbjers i Gothem, död 3 oktober 1831 i Hejnum, känd under namnet Hejnumskäringen, var en välkänd svensk naturläkare, en så kallad klok gumma, verksam på Gotland under 1700-talets andra hälft. Hon var vida omtalad och känd utanför sitt landskaps gränser och utgör ett känt namn i Gotlands folkflora. Hon kallades ibland "den gamla Hejnumkärringen" för att skilja henne från hennes dotter, som också kallades Hejnumkärringen.    

## Biografi
Greta Enderberg var dotter till båtsman Olof Jönsson Lunda (1692–1773) och dennes andra maka Pernilla Larsesdotter (1715–1779) och sondotter till den berömda folkmedicinaren Brita Biörn. Hon gifte sig 1778 med Olof Enderberg från Visby (1751–1723), och flyttade med honom till Hejnum, där han var skolmästare. Greta Enderberg blev liksom sin farmor verksam som naturläkare eller klok gumma. Det är inte känt om någon av hennes föräldrar var verksamma som naturläkare, men det anses troligast att hon lärde sig läkekonsten av antingen sin mor eller också sin berömda farmor, som avled vid okänd tipunkt och kan ha varit vid liv så sent som år 1765.      
År 1813 efterträddes hon i sin medicinska verksamhet av sin dotter, Gertrud Olofsdotter Ahlgren, som också kallades Hejnumskäringen. De har därför ibland blivit förväxlade. Mor och dotter var båda kända för sina örtmediciner men troddes också ha magiska egenskaper.   
I en insändare i Wisby Weckoblad år 1836 beskriver provinsialläkaren i Visby, Andreas Andrée, hennes och hennes dotters verksamhet och andra av samma yrke: 
"Gotlands kloka Gummor: Kronan för dem alla, den så kallade Hejnumkärringen, mor och dotter, har i många år opåtaldt drifwit sitt gyckleri, ... Efterfrågar man nu hwilka dessa kloka qwinnor äro, så finner man, att de för det mesta äro ur den sämsta folkklassen, råa, okunniga och ofta wanfrejdade quinspersoner, …"